# Příliš blízko jatek
Příliš blízko jatek (v anglickém originále The People Look Like Flowers at Last) je sbírka básní amerického spisovatele a básníka Charlese Bukowského z roku 2007.
Básně uspořádal autorův dlouholetý nakladatel John Martin.
Česky vydalo knihu v roce 2012 nakladatelství Argo.
Básně jsou rozděleny do 4 částí:

- Co nám to provedli? Srdce řve jako lev
- Pozor na zestárlé ženy, které si připadají stále mladé
- Co většina lidí prokecá, já si zapíšu
- Zbývá nám už jen umění skončit včas

## Obsah knihy
1 - Co nám to provedli? Srdce řve jako lev (the heart roars like a lion at what they've done to us)
- museli něco probrat (for they had things to say)
- večerní kurz po dvaceti letech (evening class, 20 years later)
- italský sníh (the snow of Italy)
- u širokýho okna (near a plate glass window)
- hovězí jazyk (beef tongue)
- třicátá léta (the 1930s)
- lidi jako květiny (people as flowers)
- přijetí (acceptance)
- život na poště (life at the P.O.)
- minuta (the minute)
- příliš blízko jatek (too near the slaughterhouse)
- budoucí kongresman (a future congressman)
- v neznámém městě (stranger in the strange city)
- jenom další alkáč (just another wino)
- nic moc (it is not much)
- býk (the bull)
- lidi? ne (the people, no)
- a budeš mít po prdeli (you might as well kiss your ass goodbye)
- fialová záře (purple glow)
- tisícovka (one thousand dollars)
- tma v hrsti (grip the dark)
- drsnej trpajzlík (the dwarf with the punch)
- vietnamští sloni (the elephants of Vietnam)
- snídaně (breakfast)
- milostná píseň naruby (inverted love song)
- slaní psi (Salty Dogs)
- oči bez duše (brainless eyes)
- k nevíře (unbelievable)
- válka a mír (war and peace)
- čím víc se snažíš (the harder you try)

2 - Pozor na zestárlé ženy, které si připadají stále mladé
- všechny ty dívenky (all the little girls)
- já už ty mladý nemusím (no more of those young men)
- nohy (legs)
- Jane a její boty (Jane's shoes)
- čert vem Rimbauda (Rimbaud be damned)
- uhranut v New Yorku (bewitched in New York)
- neboj, kotě, já to nějak schrastím (don't worry, baby, I'll get it)
- telefonní záznamník (the telephone message machine)
- o hezký holce, co mi přišla vyměnit povlečení (that nice girl who came in to change the sheets)
- ohledně Čajkovskýho jsme zajedno (an agreement on Tchaikovsky)
- milostná pro ženu, kterou jsem zahlédl ve středu na dostizích (love song to the woman i saw Wednesday at the race track)
- přivlastnění (possession)
- šest (six)
- chlape, co naproti sekáš trávu (man mawing the lawn across the way from me)
- holka venku (the girl outside)
- kuře (the chicken)
- dávná láska (an ancient love)
- mečbol (match point)
- taky se rád koukám do stropu (i also like to look at ceilings)
- nejsem Cagney (no Cagney, me)
- vývar, vesmír a slzy (soup, cosmos and tears)
- páv nebo zvon (peacock or bell)
- fialová a černá (purple and black)
- splněné přání (fulfillment)
- adieu (yours)
- pusinkou (kissing me away)
- sbohem, lásko (goodbye, my love)
- žár (heat)
- policejní vrtulník (the police helicopter)
- ech (ah)
- no jasně (of course)
- ten sen, ten sen (the dream the dream)
- o tygřici (note on the tigress)

3 - Co většina lidí prokecá, já si zapíšu
- báseň pro dcerku (poem for my daughter)
- povlečení (sheets)
- nemocenská (sick leave)
- fotr (my father)
- stařena (the old woman)
- čím to, žes ztratil inspiraci? (what made you lose the inspiration)
- ještě jedna opilecká a pak už dám pokoj (another poem about the drunk and then I'll let you go)
- mrtvý pes (dead dog)
- žiju ve vražedné čtvrti (i live in a neighbourhood of murder)
- bombardování Berlína (the bombing of Berlin)
- tak jo, Alberte (all right, Camus)
- finito (quits)
- Adolf (Adolf)
- anarchisti (the anarchists)
- zářivě bílé zuby (perfect white teeth)
- čtyři bloky (4 blocks)
- neprojdeš okem jehly (you can't force your way through the eye of the needle)
- dva druhy pekla (two kinds of hell)
- můj věrný indiánský sluha (my faithful indian servant)
- věrohodný konec (a plausible finish)
- další kritik (another one of my critics)
- mlha (fog)
- zadarmo? (free?)
- importovaný úder (imported punch)
- byl to UNDERWOOD (it was an UNDERWOOD)
- rakev tvorby (the creation coffin)
- sedmička (the 7 horse)
- sebevražda (the suicide)
- pošmourno (overcast)
- poslední slovo (the final word)
- nehty, nozdry, tkaničky (fingernails, nostrils, shoelaces)
- po obdržení autorského výtisku antologie (after receiving a contributor's copy)
- bídná noc (poor night)
- hodně tvých básní je o smrti (you write many poems about death)

4 - Zbývá nám už jen umění skončit včas
- pes (dog)
- nenávist k Hemingwayovi (the hatred for Hemingway)
- koukám kocourovi na koule (looking at the cat's balls)
- o autorech (contributors' notes)
- o plechovkách piva a krabicích od cukru (on beer cans and sugar cartons)
- zaplaťte nájem, nebo letíte (pay your rent or get out)
- o jednom otravovi (note about a door knocker)
- košile s americkou vlajkou (the American Flag Shirt)
- věk (age)
- psi štěkají nože (the dogs bark knives)
- ježek v křoví (the hog in the hedge)
- ženu nechávám doma (i never bring my wife)
- interview v sedmdesáti (an interview at 70)
- úhly pohledu (2 views)
- van Gogh a devět směn (van Gogh and 9 innings)
- v devět ráno (9 a.m.)
- den blbec (lousy day)
- smutek ve vzduchu (sadness in the air)
- velká otázka (the great debate)
- náš hluboký spánek (our deep sleep)
- má lítostivá historie (the sorry history of myself)
- zákon (law)
- slavný spisovatel (a great writer)
- žízeň jak trám (a gigantic thirst)
- chvalořečení (eulogies)
- reziduum (a residue)
- bonus 1990 (1990 special)
- cestou kolem (passage)
- nejtemnější noc v dubnu (a most dark in april)
- slunce zapadá (sun coming down)

## Význam některých básní
minuta
Jedině minuta, o kterou bojuješ, má cenu. Nebuď jako oni.
příliš blízko jatek
Můj život je tak zatuchlý, že mě zaskočí prakticky cokoli. Možná je to tím, že žiju až příliš blízko jatek.
lidi? ne
Je s podivem, jaké odhodlání se skrývá v okolním primitivismu. Nikdy se nepřestanou rojit, energie vyplýtvaná pro zbytečnosti. Bezcenné cíle, strach. Jen ti nejsilnější umírají o samotě.
uhranut v New Yorku
Někdy není zcela jasné, proč by člověk měl zůstávat s ženskou. U téhle to bylo jasné, přitahovala mne její rozpolcenost, přestože (protože) mi zahýbala jako žádná jiná.
telefonní záznamník
Je to velký vynález. Dnes už nikam nevolám, v podstatě ani dřív, pokud nešlo o nějakou ženskou, co mě měla v hrsti. Ta neměla záznamník, jen prášky, nezaplacené účty, děcka a hlavně přehnané mínění o sobě, v čemž jsem ji navíc utvrzoval.
mečbol
72letá žena uškrtila vázankou svého 91letého manžela, se kterým byla třicet let. Seznámili se na tenise. Já mám taky jednu vázanku, ale tenis jsem nikdy nehrál.
ech
„Můžete flusat na zem“, řeknu vystrašeným paničkám. Ale ony ne, zpovzdálí si špitají o mé poezii.
chlape, co naproti sekáš trávu
Tebe zajímá jen baseball, westerny a sekání trávy. Žádná ženská do tebe nůž nezaboří, bylo by ho pro tebe škoda. Nechceš jeden z mých? Jeden z břicha po lásce, která mě opustila? Nebo ze srdce po další? Mám tu i jeden z pětapadesátého, rána by už neměla bolet. Chlape, nevidíš ty ženské, jak se procházejí po ulicích a v kabelkách schovávají nože?
mrtvý pes
Na sjezdu z dálnice vidím velkého psa, má rozdrcenou hlavu a ještě dýchá. Lidi vozí své psy a nechají je vystrkovat hlavu z okna. Když jim pak vypadne, většinou ani nezastaví. Ty svině je tam nechávají takto chcípnout. Vracím se z dostihů a cestu do garáže mi blokuje kocour. Vystoupím a vezmu ho do auta, společně pak vjedeme do garáže. Další kočky čekají, až odemknu dveře od domu, aby mohly vběhnout dovnitř. Podívám se chvíli na TV, neděle je den odpočinku.
tak jo, Alberte
Jeden šílený týpek mi vykládal, že Cizinec od Alberta Camuse byl pěkný prevít. Pro mě byl hrdinou, který pochopil nesmyslnost života a marnost všeho snažení. Ale skutečný Cizinec jsem já.
rakev tvorby
Schopnost snášet strasti pro ideály je vznešenost, je to umění, schopnost snášet bolest po ztrátě lásky je peklo.
smutek ve vzduchu
Sedím sám a přemýšlím, jak asi umřu. Spisovatelé mizí, zapomínají, že každá jejich věta by měla čtenáře srazit k zemi. Už jen vyčpívají. Občas mě napadají myšlenky, o nichž se ani nedá mluvit. Pokud to nechápete, tak necítíte ten smutek
ve vzduchu.
zákon
Ve větvích visely děcka a pomalu umíraly a on říká, schválili to. Další den tam byli psi, pak kočky a taky koně. Když na mě vytáhl pistoli a donutil mě vyjít ven, všude na stromech viseli oběšení lidé. Když mi dával oprátku na krk, utrousil, že neví, kdo pověsí jeho. Ten, kdo zbude poslední, se bude muset oběsit sám. Co když ne, ptám se. Odpoví mi: musí, je to v souladu s ústavou.
chvalořečení
Během pohřebního obřadu se zesnulý vynáší až do nebes, dělá se z něj vpravdě svatoušek bez ohledu na to, jaký ve skutečnosti byl. Nikdo nesebere odvahu a neřekne: "Vždyť to bylo odporné hovado!"